# Анна фон Золмс-Лаубах-Лих
Анна фон Золмс-Лаубах-Лих (на немски: Anna zu Solms-Laubach-Lich; * 12 ноември 1522 в Лаубах; † 9 май 1594 в Нойенщайн) е графиня от Золмс-Лаубах и чрез женитба графиня на Хоенлое-Валденбург-Нойенщайн.

## Произход
Тя е дъщеря на граф Ото I фон Золмс-Лаубах (1496 – 1522) и съпругата му принцеса Анна фон Мекленбург-Шверин (1485 – 1525), вдовица на ландграф Вилхелм II фон Хесен, дъщеря на херцог Магнус II фон Мекленбург-Шверин. Сестра е на Фридрих Магнус фон Золмс-Лаубах (1521 – 1561), и полусестра на ландграф Филип I „Великодушни“ фон Хесен (1504 – 1567).

## Фамилия
Анна се омъжва на 11 ноември 1540 г. в Рьомхилд за граф Лудвиг Казимир фон Хоенлое-Валденбург-Нойенщайн (1517 – 1568). Те имат децата: 
- Хелена (1541 – 1556)
- Албрехт (1543 – 1575), граф на Хоенлое-Валденбург, женен 1566 г. в Нойенщайн за Елеанора фон Ханау (1544 – 1585)
- Фридрих Магнус (1545 – 1549)
- Волфганг (1546 – 1610), граф на Хоенлое-Вайкерсхайм, женен на 27 януари 1567 г. в Диленбург за Магдалена фон Насау-Диленбург (1547 – 1633), дъщеря на граф Вилхелм I Богатия фон Насау-Диленбург и Юлиана фон Щолберг-Вернигероде
- Катарина (1548 – 1549)
- Филип Ернст (1550 – 1606), граф на Нойенщайн, женен 1595 г. в Бурен за Мария фон Насау, принцеса Оранска (1556 – 1616), дъщеря на княз Вилхелм Орански
- Доротея Катарина (1551 – 1559)
- Фридрих (1553 – 1590), граф на Хоенлое-Лангенбург, женен 1585 г. в Целе за херцогиня Елизабет фон Брауншвайг-Люнебург (1565 – 1621), дъщеря на херцог Вилхелм V фон Брауншвайг-Люнебург-Целе и принцеса Доротея Датска
- Ванделбар (1555)